# Bobby Brown (Goes Down)
"Bobby Brown (Goes Down)" je píseň Franka Zappy vydaná na albu Sheik Yerbouti v roce 1979. Je to jedna z jeho nejznámějších písní a měla obrovský úspěch v Evropě, zatímco v USA byla pro svůj sexuálně explicitní obsah a jazyk cenzurována. Píseň popisuje příběh bohatého, misogynního studenta jménem Bobby Brown.